# CA Excursionistas
Club Atlético Excursionistas jest argentyńskim klubem piłkarskim z siedzibą w Buenos Aires, w dzielnicy Belgrano.

## Osiągnięcia
- Mistrz drugiej ligi: 1924
- Mistrz Primera C Metropolitana: 2000/2001 Clausura

## Historia
Klub założony został 1 lutego 1910 roku pod nazwą Club Union de Excursionistas, która została zmieniona w roku 1920 na do dziś obowiązującą nazwę Club Atlético Excursionistas.
W roku 2006 Diego Maradona ogłosił sensacyjną wiadomość, że zamierza wrócić do gry w piłkę w klubie Excursionistas, jednak w końcu zmienił decyzję i postanowił zostać prezenterem telewizyjnym.
Obecnie klub gra w czwartej lidze argentyńskiej Primera C Metropolitana.